# Bahnhof Feldhausen
Feldhausen ist ein Haltepunkt und ehemaliger Bahnhof im Nordosten Bottrops. Der Haltepunkt ist seit 1960 die einzige Station innerhalb des Stadtbezirks Kirchhellen.

## Lage und Aufbau
Der Haltepunkt befindet sich im Osten des Bottroper Ortsteils Feldhausen. Die Betriebsstelle liegt am Streckenkilometer 14,058 der Bahnstrecke Winterswijk–Gelsenkirchen-Bismarck (VzG-Strecke 2236). Die benachbarten Betriebsstellen sind Dorsten im Norden und Gladbeck-Zweckel im Süden. Sie verfügt über zwei 150 und 155 Meter lange und je 76 Zentimeter hohe Außenbahnsteige. Der Haltepunkt war bis 2018 gleichzeitig eine Blockstelle der freien Strecke. Die beiden Blocksignale wurden vom Stellwerk Bk an der Westseite bedient und befanden sich in den Kilometern 13,8 und 14,4 jeweils vor der Einfahrt in den Haltepunkt. Mit Anschluss der Strecke an das ESTW Coesfeld im Dezember 2018 wurden die Blocksignale durch selbsttätige Blocksignale ersetzt und die Betriebsstelle in einen unbesetzten Haltepunkt umgewandelt.
Der Zugang erfolgt ebenerdig über Rampen sowie alternativ über eine Fußgängerbrücke. Die Entfernung zur Ortsmitte Feldhausen beträgt etwa 500 Meter, nach Kirchhellen etwa 3,5 Kilometer Luftlinie. Südwestlich liegt in rund 400 Metern Entfernung der Freizeitpark Schloss Beck. Nordwestlich liegt in etwa 600 Metern Entfernung der MoviePark Germany.
Im weiteren Bereich befinden sich insgesamt drei Bahnübergänge (Bü). Von Süden nach Norden sind dies der Bü Lippweg an Kilometer 13,125, der Bü Am Dornbusch in Kilometer 13,619 und der Bü Schloßgasse an Kilometer 13,957. Ein weiterer Bahnübergang befand sich im Zuge der Feldhausener Straße bei Kilometer 14,2. Er wurde durch eine Fußgängerüberführung sowie die nördlich gelegene Straßenüberführung im Zuge der Warner-Allee ersetzt. Die beiden südlichen Übergänge wurden bis 1988 durch einen Schrankenposten gesichert, dessen Aufgabe seitdem zugbediente Anlagen übernehmen; der Bahnübergang Schloßgasse wurde bis 2018 vom Stellwerk Bk überwacht.

## Geschichte
Während des Baus der Strecke Ende der 1870er Jahre bemühte sich die damals eigenständige Gemeinde Feldhausen um die Einrichtung einer Haltestelle. Die Station sollte vor allem dem Umschlag von Holz und Schnaps aus einer nahegelegenen Brennerei dienen. Die bauausführende Niederländisch-Westfälische Eisenbahn-Gesellschaft (NWE) verwies darauf, dass die geplante Zugangsstelle in einer Steigung von 1:170 läge und diese Neigung vertraglich nicht überschritten werden dürfte. Zudem sei die Gemeinde mit den Bahnhöfen in Gladbeck und Buer-Horst ausreichend angeschlossen.
Die Einrichtung des Haltepunkts soll einer Anekdote zufolge der Feldhausener Dichterin Bernharda Wegener zu verdanken sein. Sie fasste die Wünsche der Bevölkerung in Reimform zusammen und überreichte dieses Gedicht den Verantwortlichen der NWE zur Streckeneröffnung. Kurze Zeit darauf meldete das Dorstener Wochenblatt die baldige Eröffnung der Station. Albert von Maybach, der königlich preußische Minister für öffentliche Arbeiten, genehmigte am 17. Januar 1881 die Anlage der Haltestelle, welche noch im selben Jahr eröffnet wurde. Die Station umfasste einen Bahnsteig und ein kleines Empfangsgebäude, das um die Jahrhundertwende durch einen Neubau ersetzt wurde. Dabei wurden ein Wartesaal für die Reisenden der 3. Klasse und eine Gaststätte mit angeschlossenem Biergarten hinzugefügt. Ebenfalls um die Jahrhundertwende erhielt die Station ein Überholgleis, gleichzeitig ging das mechanische Stellwerk Fe in Betrieb. Mit dem zweigleisigen Ausbau der Strecke zwischen Dorsten und Gelsenkirchen-Bismarck im Jahr 1907 folgte das Stellwerk St. Das Überholgleis ging in der Strecke auf, Feldhausen war nun eine Blockstelle. 1909 war der Einbau eines zweiten Überholgleises vorgesehen, dessen Bau bis 1914 umgesetzt wurde, Feldhausen war damit wieder ein Bahnhof.
Das hohe Fahrgastaufkommen – vor allem im Ausflugsverkehr – war Anlass für einen umfangreichen Ausbau im Jahr 1933. Fahrkartenausgabe und Bahnsteigsperre wurden voneinander getrennt und die Sperre mit einer neu errichteten Wartehalle zusammengefasst. Dazwischen errichtete die Reichsbahn einen Laubengang. Die Gepäckaufbewahrung sowie die Gaststätte wurden dem Aufkommen entsprechend erweitert.

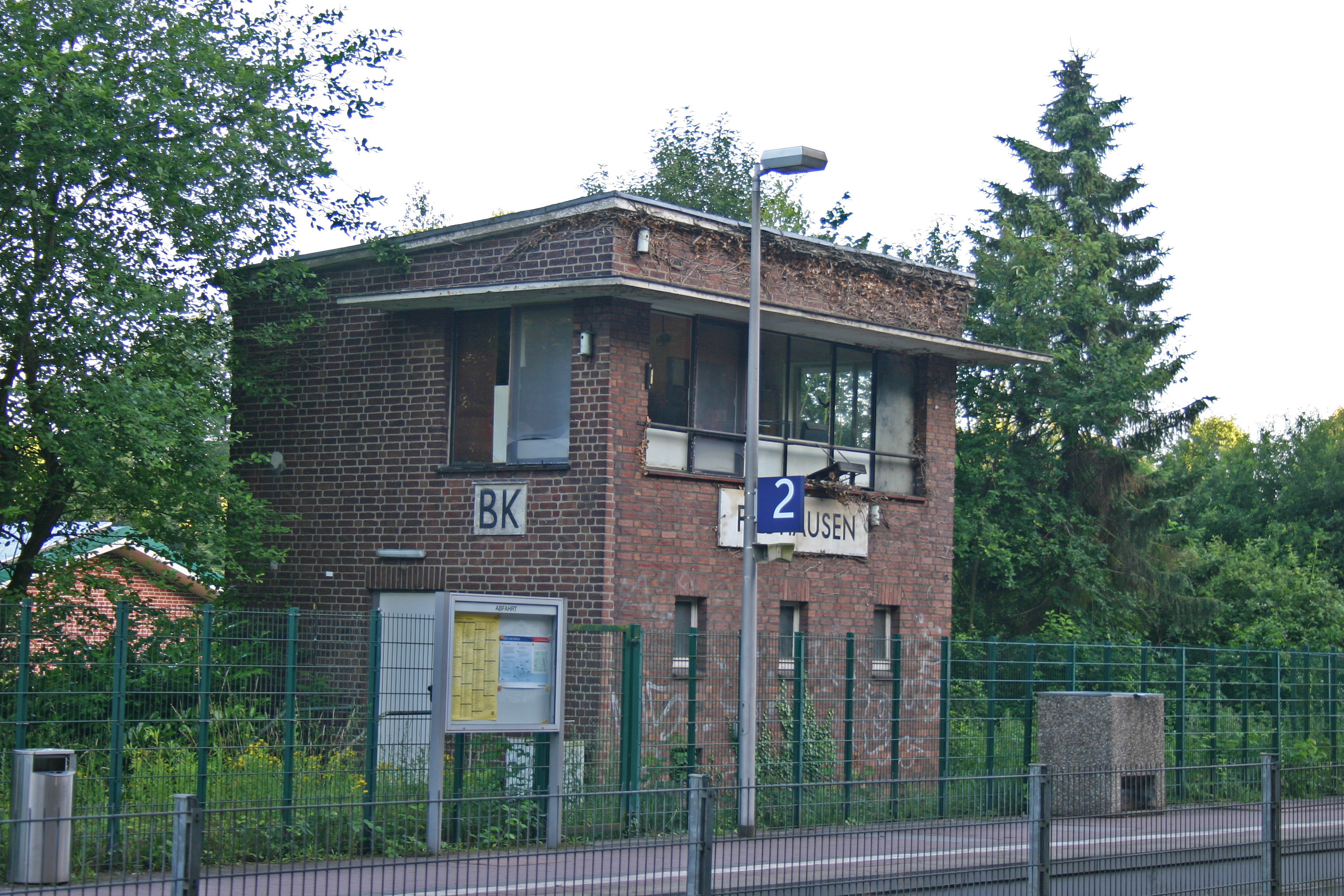
Stellwerk Bk der Blockstelle Feldhausen (2014)

Nach 1945 stand zwischen Feldhausen und dem Abzweig Zweckel zunächst nur ein Gleis zur Verfügung. 1948 wurde das zweite Streckengleis wieder hergerichtet. Infolge der stetig sinkenden Fahrgastzahlen stufte die Deutsche Bundesbahn den Bahnhof am 15. Dezember 1959 in eine Blockstelle zurück. Das nicht mehr benötigte Überholgleis wurde gesperrt und im darauf folgenden Jahr abgebaut. Anstelle des Stellwerks Fe errichtete die Bundesbahn das Blockstellwerk Bk, das Stellwerk St wurde zum Schrankenposten 9 umgewandelt. Die von ihr überwachten Bahnübergänge ließ die Bundesbahn im Januar 1988 durch zugbediente Anlagen ersetzten, wodurch der Posten entfallen konnte.
Die Fahrkartenausgabe wurde ab 1954 von der Bahnhofswirtin übernommen. Die sinkenden Fahrgastzahlen führten jedoch bis 1969 zur Schließung der beiden Einrichtungen, so dass das Empfangsgebäude nur noch als Wartesaal diente. Da sich kein Käufer für das Objekt fand, wurde es am 2. Juli 1974 abgerissen und durch Wartehäuschen auf den Bahnsteigen ersetzt.
Ab den 1960er Jahren gewann der Haltepunkt Feldhausen aber wieder zunehmend Bedeutung durch die Eröffnung zweier Freizeitparks in unmittelbarer Nähe. Dabei handelt es sich um das 1966 eröffnete Schloss Beck und um den Kirchhellener Märchenwald (Eröffnung 7. Juli 1967), aus dem über den Traumlandpark (Eröffnung: 19. Mai 1977), Bavaria Film Park (Eröffnung: 30. Juni 1996). Warner Brothers Movie Park (Eröffnung: 30. Juni 1996), heute der Movie Park Germany hervorging. Beide Parks verzeichneten 2014 jährliche Besuchszahlen von zusammen 1,5 Millionen Gästen, von denen viele aufgrund der günstigen Lage (Eingänge maximal 800 m entfernt) auch mit dem Zug anreisen. Das Fahrgastaufkommen ist daher wesentlich höher als bei vergleichbaren Haltepunkten.

## Bedienung

### Schienenpersonenverkehr
Zum Zeitpunkt der Eröffnung im Jahr 1881 verkehrten drei Personenzugpaare auf der Strecke zwischen Bismarck und Winterswijk. Diese wurden in Richtung Süden nach Essen und im Norden teilweise bis Amsterdam durchgebunden. Das Angebot wurde stetig erweitert und um diverse Verstärkerzüge auf dem Abschnitt Dorsten – Gladbeck – Bismarck ergänzt, so dass vor dem Ersten Weltkrieg bis zu 17 Zugpaare auf der Strecke verkehrten. Hinzu kamen im Jahr 1914 kurzzeitig sonntägliche Verstärkerzüge zwischen Gelsenkirchen-Bismarck und Feldhausen.
Während der Ruhrbesetzung ab 1923 ließ der Verkehr stark nach, teilweise sperrten die belgischen und französischen Besatzer die Strecke gänzlich. Mit zwölf Zugpaaren lag das Angebot im Jahr 1927 noch unter dem aus der Zeit vor 1914. Die meisten Züge in Richtung Norden fuhren nach dem Ersten Weltkrieg bis nach Borken, der internationale Verkehr nach den Niederlanden hatte nur noch geringe Bedeutung. In Richtung Süden fuhren die Züge nun zumeist Wanne-Eickel anstelle von Essen an, da so das Kopfmachen in Gelsenkirchen-Bismarck entfiel.
Ab etwa 1938 integrierte die Deutsche Reichsbahn die Züge zwischen Bismarck und Borken in den Ruhrschnellverkehr, was eine Ausweitung des Angebots auf 19 Zugpaare und somit einen annähernden Stundentakt bedeutete. Gleichzeitig richtete sie zusätzliche Züge zwischen Dorsten und Essen ein, die ab dem Abzweig Zweckel auf die Hamm-Osterfelder Bahn über Gladbeck West und Bottrop Hauptbahnhof fuhren. Der Ruhrschnellverkehr wurde 1941 kriegsbedingt wieder aufgegeben.
Zwischen dem Frühjahr und Ende 1945 ruhte der Zugverkehr vollständig. Bis 1950 konnte aber ein Angebot auf dem Vorkriegsniveau hergestellt werden. Infolge des zunehmenden Individualverkehrs dünnte die Deutsche Bundesbahn das Angebot Ende der 1950er Jahre aus, indem sie die Verstärkerzüge zwischen Wanne-Eickel und Dorsten beziehungsweise Hervest-Dorsten strich. Die Fahrgastzahlen sanken in der Folge weiter, so dass der Kostendeckungsgrad der Strecke in den 1980er Jahren bei unter 20 Prozent lag. Ein Abkommen mit dem Land Nordrhein-Westfalen sicherte den Fortbestand der Bahn zunächst bis 1997 und verhinderte so die Stilllegung. Am 27. September 1987 führte die Bahn einen durchgehenden Stundentakt zwischen Bottrop Hauptbahnhof und Borken ein, hinzu kamen zweistündlich verkehrende Nahverkehrszüge zwischen Dorsten und Wanne-Eickel Hauptbahnhof. Zusätzlich hielten auch Züge in der Relation Oberhausen – Dorsten – Coesfeld.
Ab 1998 erfolgte eine weitere Ausweitung des Fahrplanangebots. Die nach Essen fahrenden Züge wurden zwischenzeitlich bis Velbert-Langenberg durchgebunden, die Züge nach Wanne-Eickel verlängerte die Deutsche Bahn bis nach Dortmund und führte auf dieser Linie den Stundentakt ein. Ab 2006 übernahm die NordWestBahn die Betriebsführung auf den Linien nach Essen und Dortmund. Die Oberhausener Linie wurde ab 2002 von der Prignitzer Eisenbahn bedient, seit 2008 fährt hier ebenfalls die NordWestBahn. Die Linie RB43 nach Dortmund wird seit dem Fahrplanwechsel 2015 von DB Regio NRW betrieben. Zum Fahrplanwechsel im Dezember 2019 entfiel die Linie RB44, gleichzeitig wurde die Linie RE14 im Abschnitt Dorsten – Essen auf einen Halbstundentakt verdichtet.
| Linie | Verlauf | Takt                                   | Betreiber    |
| ----- | --- | -------------------------------------- | ------------ |
| RE 14 | Emscher-Münsterland-Express: Zugteil 1: Borken (Westf) – Marbeck-Heiden – Rhade – Deuten – Hervest-Dorsten – Dorsten Zugteil 2: Coesfeld (Westf) – Reken-Maria Veen – Reken – Reken-Klein Reken – Lembeck – Wulfen (Westf) – Hervest-Dorsten – Dorsten Flügelung bzw. Wiedervereinigung: Dorsten – Feldhausen – Gladbeck-Zweckel – Gladbeck West – Bottrop Hbf – Essen-Borbeck – Essen West (nur Züge bis/ab Dorsten) – Essen Hbf Stand: Fahrplanwechsel Dezember 2023 | 60 min 30 min (Dorsten–Essen werktags) | NordWestBahn |
| RB 43 | Emschertal-Bahn: Dorsten – Feldhausen – Gladbeck-Zweckel – Gladbeck Ost – Gelsenkirchen-Buer Süd – Gelsenkirchen Zoo – Wanne-Eickel Hbf – Herne – Herne-Börnig – Castrop-Rauxel Süd – Castrop-Rauxel-Merklinde – Dortmund-Bövinghausen – Dortmund-Lütgendortmund Nord – Dortmund-Marten – Dortmund-Rahm – Dortmund-Huckarde Nord – Dortmund Hbf Stand: Fahrplanwechsel Dezember 2021                                                                                   | 60 min                                 | DB Regio NRW |

### Schienengüterverkehr
Obwohl in Feldhausen auch Güter umgeschlagen werden sollten, diente die Station vorrangig dem Personenverkehr. Der von der Gemeinde vorgesehene Versand von Schnaps und Holz kam nicht zustande. Ab dem 20. Mai 1911 hielten in Feldhausen Milchgüterzüge. Dieses Angebot wurde während des Ersten Weltkriegs aufrechterhalten und teilweise ausgebaut.
Es liegen keine Angaben darüber vor, wann diese Züge eingestellt wurden und ob es weiteren Güterverkehr in Feldhausen gab.

### Omnibusverkehr
| Linie | Verlauf | Takt (Mo–Fr) |
| ----- | --- | ------------ |
| X42   | Oberhausen Hbf – Neue Mitte Oberhausen – OB-Sterkrade Bf – OB-Elpenbachstraße – Bottrop-Fuhlenbrock – Bottrop-Grafenwald Schneiderstraße – Kirchhellen Schulze-Delitzsch-Straße – Feldhausen Bf – Movie Park Linie verkehrt zwischen Sterkrade Bf und Oberhausen Hbf über die ÖPNV-Trasse Oberhausen | 60 min       |
| 267   | Bottrop ZOB Berliner Platz – Stadtwald Herzogstr. – Bottrop-Grafenwald – Kirchhellen Schulze-Delitzsch-Str. – St.-Antonius-Hospital – Feldhausen – Feldhausen Bf – Movie Park | 30 min       |

Der Haltepunkt wird von den Buslinien X42 und 267 der Vestischen Straßenbahnen angefahren. Sie fahren vom Haltepunkt über Kirchhellen und Bottrop-Grafenwald nach Oberhausen bzw. Bottrop ZOB. In der Gegenrichtung fahren die Linien während der Öffnungszeiten bis zum MoviePark, ansonsten enden die Fahrten in Feldhausen. 